# Funchalia woodwardi
Funchalia woodwardi is een tienpotigensoort uit de familie van de Penaeidae. De wetenschappelijke naam van de soort is voor het eerst geldig gepubliceerd in 1868 door Johnson.